# Charles-Ange Ginesy

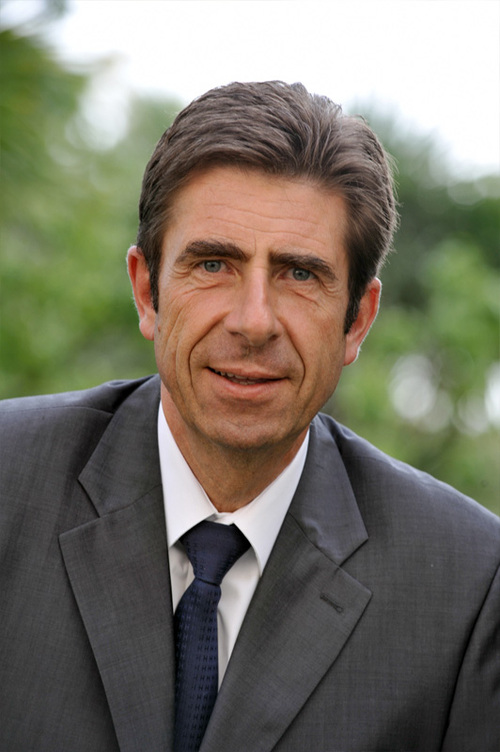
Charles-Ange Ginesy, 2014

Charles-Ange Ginesy (* 14. Mai 1956 in Nizza) ist ein französischer Politiker (Les Républicains). Er ist mit Unterbrechungen seit 2005 Abgeordneter der Nationalversammlung.
Ginesy erwarb einen Masterabschluss in Wirtschaftswissenschaften und war danach als Unternehmer tätig. 1989 zog er in den Gemeinderat von Péone im Département Alpes-Maritimes ein und wurde erster Stellvertreter des Bürgermeisters. Bei den Parlamentswahlen 1997 trat er als Stellvertreter für Christian Estrosi an. 1998 wurde er in den Regionalrat der Region Provence-Alpes-Côte d’Azur gewählt, in dem er später zum Fraktionsvorsitzenden der Gaullisten wurde. Auf lokaler Ebene erlangte er 2001 den Bürgermeisterposten in Péone und beerbte damit seinen Vater Charles Ginesy. 2003 zog er zudem in den Generalrat des Départements Alpes-Maritimes ein, zu dessen Vizepräsident er im folgenden Jahr wurde. Ginesy, der bei den Wahlen 2002 erneut als Stellvertreter von Estrosi kandidierte, rückte 2005 für den 5. Wahlkreis von Alpes-Maritimes in die Nationalversammlung nach, nachdem dieser in die Regierung berufen wurde. Im Juni 2007 endete seine Amtszeit, in der er sich der UMP anschloss. Dennoch kehrte er bereits im folgenden Monat in die Nationalversammlung zurück, weil Estrosi zum Minister für die französischen Überseegebiete ernannt worden war. Im April 2008 gab er zugunsten von Estrosi, der als Minister zurückgetreten war, sein Mandat auf. Von Juli 2009 bis Dezember 2010 sprang er jedoch ein weiteres Mal für Estrosi, zu dieser Zeit Industrieminister, ein. Bei den Parlamentswahlen 2012 trat Ginesy als eigenständiger Kandidat im zweiten Wahlkreis von Alpes-Maritimes an und kehrte so in die Nationalversammlung zurück. Ginesy zählte Ende November 2012 zu rund 70 Abgeordneten, die sich mit ihrem Anführer François Fillon von der UMP-Fraktion im Parlament abspalteten und eine eigene Fraktion unter dem Namen R-UMP gründeten. Seit dem 15. September 2017 ist Ginesy Präsident des Départements Alpes-Maritimes.